# Fredonia (Dakota del Norte)
Fredonia es una ciudad ubicada en el condado de Logan en el estado estadounidense de Dakota del Norte. En el censo de 2010 tenía una población de 46 habitantes y una densidad poblacional de 73,09 personas por km².

## Geografía
Fredonia se encuentra ubicada en las coordenadas 46°19′45″N 99°5′44″O / 46.32917, -99.09556. Según la Oficina del Censo de los Estados Unidos, Fredonia tiene una superficie total de 0.63 km², de la cual 0.63 km² corresponden a tierra firme y (0%) 0 km² es agua.

## Demografía
Según el censo de 2010, había 46 personas residiendo en Fredonia. La densidad de población era de 73,09 hab./km². De los 46 habitantes, Fredonia estaba compuesto por el 100% blancos, el 0% eran afroamericanos, el 0% eran amerindios, el 0% eran asiáticos, el 0% eran isleños del Pacífico, el 0% eran de otras razas y el 0% pertenecían a dos o más razas. Del total de la población el 0% eran hispanos o latinos de cualquier raza.